# Лепеница (регион)
Вижте пояснителната страница за други значения на Лепеница.
Лепеница е географски регион в Поморавието - долноморавска котловина, след Баграданската клисура.
Обхваща Бадневачката котловина по долното течение на река Лепеница, с населените места Баточина и Лапово, който регион с две общини е изкуствено припоен административно от сръбските власти към Шумадийски окръг.

## История
През 1360 година деспот Бранко Младенович (вуйчо на Никола Алтоманович) дошъл да изкара старините си при българите в този край на Морава, като цар Стефан Урош V му подарил селото Нахудим на устието на Лепеница (което се е намирало северно от сегашното), който факт е изрично отбелязан в средновековен хрисовул. 